# Aphis hillerislambersi
Aphis hillerislambersi är en insektsart. Aphis hillerislambersi ingår i släktet Aphis och familjen långrörsbladlöss. Inga underarter finns listade i Catalogue of Life.